# Островецька
Островецька (рос. Островецкая) — присілок в Виноградовському районі Архангельської області Російської Федерації.
Населення становить 10 осіб. Органом місцевого самоврядування до 2021 року було Борецьке муніципальне утворення.

## Історія
Від 1937 року належить до Архангельської області.
Від 2004 року належить до муніципального утворення Борецьке муніципальне утворення.

## Населення
| 2002 | 2010 | 2012 |
| ---- | ---- | ---- |
| 16   | ↘9   | ↗10  |